# روبرت ستانتون أفيري
روبرت ستانتون أفيري (بالإنجليزية: Robert Stanton Avery)‏ هو رياضياتي أمريكي، ولد في 1808، وتوفي في 1894.